# El Intercambio (novela)
El Intercambio (La tapadera 2) es una novela de thriller legal escrita por John Grisham, que sirve como secuela de su famosa novela La Firma. El libro se adentra en la vida de Mitch McDeere, el protagonista de La tapadera, explorando sus nuevos desafíos quince años después de los eventos de la primera novela.

## Trama
Ambientada quince años después de *La Firma*, la historia gira en torno a Mitch McDeere y su vida en Manhattan. Ahora socio en el bufete de abogados más grande del mundo, Scully y Pershing, Mitch enfrenta un complicado desafío legal cuando su mentor, Luca Sandroni, le pide que se haga cargo de un caso que involucra al gobierno libio. El caso, inicialmente manejado por Luca, quien está muriendo de cáncer de páncreas, se refiere a la demanda de una empresa de construcción turca contra el gobierno libio por pagos pendientes por la construcción del Gran Puente Gadafi. A medida que Mitch y Giovanna, la hija de Luca y colega, se adentran en el caso, se encuentran envueltos en una situación peligrosa que involucra secuestros y una trama siniestra con implicaciones globales.
La novela fue publicada el 17 de octubre de 2023. Está disponible en varios formatos, incluyendo tapa dura, libro electrónico y audiolibro. La versión en audiolibro, que dura 542 minutos, fue lanzada el mismo día que el libro electrónico y la tapa dura. Una versión en letra grande también fue lanzada el 24 de octubre de 2023.

## Recepción
El libro ha recibido críticas mixtas. Book Marks resumió opiniones de varios críticos, destacando que algunos encontraron la novela una emocionante actualización de la vida de Mitch McDeere, mientras que otros sintieron que se desviaba demasiado de la esencia de la historia original.
*La Intercambio* ha sido reconocida como un éxito de ventas del New York Times, lo que indica su éxito comercial y popularidad entre los lectores. La novela ha recibido elogios por su narrativa cautivadora y el regreso del querido personaje Mitch McDeere.
En general, aunque *La Intercambio* ha recibido algunos elogios por su narrativa suspensiva y envolvente, también ha enfrentado críticas por alejarse de la fórmula tradicional de thriller legal de Grisham y por su tratamiento de los personajes que regresan de La Firma.